# Nikolaj Savvič Abaza
Nikolaj Savvič Abaza (rusky Никола́й Са́ввич Абаза́, ukrajinsky Мико́ла Са́вович Абаза́ – Mykola Savovyč Abaza, 1837 Moskva – 1901 tamtéž) byl ruský lékař, voják, úředník a politik ukrajinského původu.
Lékařství nejprve vystudoval s vyznamenáním v roce 1859 na Charkovské univerzitě, následně obhájil v roce 1962 na Moskevské imperátorské univerzitě a stal se doktorem věd.
Od 14. dubna 1863 sloužil v Kavkazské armádě, pro kterou pracoval ve vojenské nemocnici v Tbilisi. V roce 1864 se účastnil vojenské výpravy údolím Mzymty. Pak sloužil v nemocnici v Petrohradě. Od roku 1865 byl ve službě u Nikolaje Vasiljevič Levašova, gubernátora Orlovské gubernie. Ten se v roce 1866 stal gubernátorem Petrohradské gubernie, kam ho následoval i Abaza. Následně se stal poradcem guvernéra. Od roku 1868 byl vicegubernátorem Tambovské gubernie. Od roku 1871 byl řádným gubernátorem Chersonské gubernie a od roku 1874 gubernátorem Rjazaňské gubernie.
Následně řídil zdravotnický odbor dunajské armády v rusko-turecké válce v letech 1877–1878. Následně byl od roku 1880 členem Státní rady.
Významné je jeho dílo z oboru vojenského zdravotnictví: Krasnyj Krest v tylu dějstvujuščej armii v 1877–1878 g.: Otčot glavnoupolnomočennogo Obščestva popečenija o raněnych i bolnych voinach (Красный Крест в тылу действующей армии в 1877—1878 г.: Отчёт главноуполномоченного Общества попечения о раненых и больных воинах, doslova zhruba Červený kříž v týle aktivní armády v letech 1877–1878; Zpráva předsedy Spolku pro léčení raněných a nemocných vojáků).
Jeho bratrancem byl Alexandr Agejevič Abaza, ministr financí Ruského impéria.